# مارگو کولار
مارگو کولار (استونیایی: Margo Kõlar؛ زادهٔ ۲ اکتبر ۱۹۶۱) موسیقی‌دان، رهبر ارکستر و آهنگساز اهل استونی است. وی دانش‌آموختهٔ آکادمی موسیقی و تئاتر استونی است.
از فیلم‌هایی که وی در آن‌ها نقش داشته است، می‌توان به نام‌هایی بر لوح مرمرین اشاره نمود.